# رامتین لوافی‌پور
رامتین لوافی‌پور (متولد، آبادان) کارگردان و نویسنده ایرانی و  فارغ التحصیل رشته فیلمسازی است. در سال های دانشجویی  فیلم هاي کوتاه و ‌مستند او جوایز متعددی از جشنواره های داخلی و جهانی دریافت کردند از جمله" هدرسه "، "پشت آن‌تپه برفی" و " یک‌دو سه". رامتین لوافی به عنوان نویسنده و کارگردان  سال ۱۳۸۵ وارد عرصه سینمای حرفه ای شد . وی سه فیلم بلند سینمایی در کارنامه هنری خود دارد. نخستین فیلم بلند او با نام آرام باش و تا هفت بشمار موفقیت چشمگیری در جشنواره های جهانی داشت و ‌نخستین فیلم ایرانی بود که برنده جایزه تایگرآواردز از جشنواره رتردام شد.  دومین ساخته او، فیلم سینمایی برلین ۷-  در جشنواره ملی فجر کاندیدای دریافت ۹ سیمرغ شد که از این میان برنده سه سیمرغ شد و در بخش بین‌الملل جشنواره فجر جایزه حقوق بشر را دریافت کرد. وی در سال ۹۵ سومین فیلم سینمایی خود با نام هت تریک را ساخت که علاوه بر سیمرغ بهترین فیلمنامه و سیمرغ بهترین بازیگر زن از جشنواره بین الملل فجر و همچنین  در جشنواره گلدن گلاب آسیایی در مالزی، جایزه بهترین فیلم و جایزه  بهترین فیلمنامه و بهترین بازیگر مکمل مرد برای صابر ابر شد.

## فیلم‌شناسی
| سال  | عنوان فیلم              | سمت      | سمت          | سمت     | توضیح     |
| سال  | عنوان فیلم              | کارگردان | فیلم‌نامه‌نویس | تدوین‌گر | توضیح     |
| ---- | ----------------------- | -------- | ------------ | ------- | --------- |
| ۱۴۰۳ | کنکل                    | آری      | آری          | نه      |           |
| ۱۳۹۵ | هت‌تریک                  | آری      | آری          | نه      |           |
| ۱۳۹۲ | برلین ۷-                | آری      | نه           | نه      |           |
| ۱۳۸۷ | یک روز پس از دهمین روز  | نه       | نه           | آری     | تهیه‌کننده |
| ۱۳۸۶ | آرام باش و تا هفت بشمار | آری      | آری          | آری     |           |

## حضور در جشنواره‌ها و جوایز
- برنده (سیمرغ سیمین بهترین فیلمنامه برای فیلمنامه هت تریک) در سی و ششمین جشنواره جهانی فیلم فجر
- برنده جایزه ببر طلای سی و هشتمین جشنواره جشنواره بین‌المللی فیلم روتردام ۲۰۰۹
- جایزه بهترین فیلمبرداری آرام باش و تا هفت بشمار در پنجمین جشنواره فیلم دبی ۲۰۰۸
- برنده جایزه استعداد تازه سینمای آسیا از جشنواره شانگهای ۳۰۰۹ برای فیلم آرام باش و تا هفت بشمار
- جایزه بهترین فیلم از پنجاه و دومین جشنواره والادولید اسپانیا ۲۰۰۹ برای فیلم آرام باش و تا هفت بشمار
- جایزه بهترین فیلم از جشنواره مستقل رم ایتالیا ۲۰۰۹ برای آرام باش و تا هفت بشمار
- جایزه بهترین فیلمنامه از جشنواره بین الملل لیون فرانسه ۳۰۱۰ برای آرام باش و تا هفت بشمار
- برنده جایزه حقوق بشر از جشنواره بین الملل فجر برای برلین منفی هفت ۲۰۱۱
- جایزه بهترین فیلمنامه از گلدن گلاب آسیایی ۲۰۱۹ مالزی برای فیلم هت تریک
- جایزه بهترین فیلم از گلدن گلاب آسیایی ۲۰۱۹ مالزی برای هت تریک
- برنده جایزه بهترین فیلم از جشنواره والادولید اسپانیا برای آرام باش و تا هفت بشمار در ۲۰۰۹
- برنده جایزه بهترین فیلم از جشنواره مستقل رم ۲۰۱۰
- برنده جایزه ادبان توحیدی از جشنواره فرایبوزگ سوئیس ۲۰۰۹ برای آرام باش و تا هفت بشمار
- برنده  جایزه گلدن گلاب آسیایی برای بهترین فیلمنامه ۲۰۱۹ مالزی
- برنده جایزه گلدن گلاب آسیایی برای بهترین فیلم ۲۰۲۹ مالزی

بین‌المللی فیلم شانگهای
- کاندید جشنواره فیلم فجر (سیمرغ بلورین بهترین کارگردانی فیلم اول)
- کاندید سیمرغ بلورین کارگردانی در جشنواره فجر برای برلین منفی هفت
- کاندید جایزه زنیت از جشنواره مونترال کانادا ۲۰۰۸